# Baulne
Baulne är en kommun i departementet Essonne i regionen Île-de-France i norra Frankrike. Kommunen ligger i kantonen La Ferté-Alais som tillhör arrondissementet Étampes. År 2022 hade Baulne 1 468 invånare.

## Befolkningsutveckling
Antalet invånare i kommunen Baulne
| Referens: INSEE |